# Língua bangubangu
Bangubangu é um  aglomerado de dialetos bantos falados pelo povo Bangubangu (ou Bangubango) da República Democrática do Congo. 
Bangubangu é uma língua falada por cerca de 250 mil pessoas no leste e sul da república Democrática do Congo (RDC). É falada, em particular, no Território de Kabambare, ao sul da província de Maniema, e também em Kalemie, Kongolo e Nyunzu, a nordeste da província de Tanganhica
Os dialetos são cerca de 80% semelhantes, com exceção do Hombo, que é apenas 70% semelhante ao dialeto principal. É possível que sejam línguas distintas. Christine Ahmed (1995) classifica o pequeno "Bangubangu de Mutingua" separadamente do resto, junto com as línguas Luba e não Hemba; presumivelmente, este é um dialeto Hombo
Um dos primeiros estudiosos a estudar Bangubangu foi A. E. Meeussen, que escreveu uma breve descrição da gramática da língua como resultado de uma visita à área em 1951..
Bangubangu também é conhecido como Kibangobango. Os falantes de bangubangu chamam sua língua de Kibangubangu e também  a si mesmos. Os dialetos incluem o Bangubangu propriamente dito, Mikebwe, Kasenga, Nonda e Hombo. Esses dialetos têm muito em comum, mas também diferem o suficiente para serem considerados línguas distintas.. 

## Escrita
A língua o alfabeto latino sem as letras C, Q, R, X; usam-se as formas Ng, Ny, Ch.
Antes de E e I, K é [c] 
Entre vogais, ng = [ŋɡ]
Vogais duplicadas indicam som logo

## Amostra de texto
1.	Kutamba kwamukuru adi lwendo kumulunda nanji gayomunseswe kwabine bine.
2.	Murunda na nakulombora msaka ntaruke nobe ngienebukomo, msense muchimahobe utambure.
3.	djesejobe jikale nemisongoyobe wanene nekutoa [ushuhuda] wanyeke, sikoenda kwa binebine.
4.	ngijinemsangazi mivile, kutenena amba wansnji wamuchima wabaenda kusimilangwe yabine. 
. 
1.	 1. O presbítero ao amado Gaio, a quem eu amo na verdade. 
2.	2. Amado, acima de tudo desejo que te prosperes e tenhas saúde, assim como prospera a tua alma. 
3.	3. Pois muito me alegrei quando os irmãos vieram e testificaram da verdade que está em ti, assim como tu andas na verdade. 
4.	4. Não tenho maior alegria do que ouvir que meus filhos andam na verdade. 
Source: 